# Tupicyno (rejon mieżdurieczeński)
Tupicyno (ros. Тупицыно) – wieś w Rosji, w rejonie mieżdurieczeńskim obwodu wołogodzkiego. W 2010 r. liczyła 10 mieszkańców.